# Manon Durand (rugby à XV)
Pour les articles homonymes, voir Durand et Manon Durand.

a Compétitions nationales et continentales officielles uniquement.

Manon Durand, née le 7 décembre 1995 à Biscarrosse (France), est une joueuse française de rugby à XV évoluant au poste de deuxième ligne.
Elle est championne de France en 2022 avec le Stade toulousain et en 2025 avec le Stade bordelais.
Sa mère, Carole Durand-Laurier, est une joueuse internationale française de rugby à XV.

## Biographie
Manon Durand naît le 7 décembre 1995 à Biscarrosse. Sa mère est Carole Durand-Laurier, ancienne joueuse internationale française de rugby à XV ; son père Patrick a été joueur puis entraîneur à Biscarrosse.
Elle commence la pratique du rugby à XV avec les Pachys d'Herm en 2014, puis prend sa licence au Stade bordelais l'année suivante, jouant alors en Élite 2. 
En 2017, elle part jouer au Stade toulousain. Elle revient au Stade bordelais en 2024, après avoir remporté à deux reprises la Coupe de France et être devenue championne de France en 2022.
Enfin, elle contribue pendant la saison 2024-2025 au troisième titre de championne de France des Lionnes du Stade bordelais.

## Activités extra sportives
Titulaire d'une licence d'entrainement sportif, elle a suivi une formation de préparateur physique et de coach au CREPS de Toulouse.

## Palmarès
- Vainqueur du Championnat de France en 2022 avec le Stade toulousain et en 2025 avec le Stade bordelais ;
- Vainqueur de la Coupe de France en 2022 et 2024 avec le Stade toulousain.